# Vošteni
Vošteni – wieś w Chorwacji, w żupanii istryjskiej, w gminie Sveti Lovreč. W 2011 roku liczyła 52 mieszkańców.